# Sarah Bradford

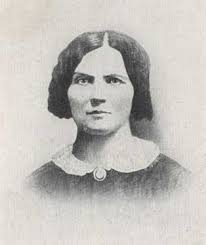
Sarah Bradford

Sarah Elizabeth Hopkins Bradford (* 1818 in Livingston County, New York; † 1912 in Rochester New York) war eine US-amerikanische Schulleiterin, Schriftstellerin und Biografin. Sie ist heute vor allem durch ihre zwei biografischen Skizzen von Harriet Tubman, einer afro-amerikanischen Kämpferin gegen die Sklaverei, bekannt. 

## Leben
Sarah Bradford wurde 1818 als jüngstes von sieben Kindern des Anwalts Samuel Miles Hopkins geboren. Als Bradford ein Alter von 14 Jahren erreicht hatte, zog ihre Familie nach Geneva im Ontario County, einem Landkreis, der für seine abolitionistische Haltung bekannt war. Als 22-Jährige trat Sarah Bradford Genevas First Presbyterian Church bei. Sie blieb bis zu ihrem Lebensende eine gläubige Christin.
Am 15. Mai 1839 heiratete sie den Anwalt John Melancthon Bradford. Das Ehepaar hatte drei Söhne und drei Töchter. 1857 verließ John Melancton Bradford seine Familie und ließ sich in Chicago nieder. Um ihren Lebensunterhalt zu verdienen, öffnete Sarah Bradford in Geneva die Mrs. Bradford's School For Young Ladies and Little Girls in ihrem Haus. Die Schule, in der Mädchen zwischen drei und siebzehn Jahren erzogen wurden, bestand bis 1869. 1869 schloss Sarah Bradford die Schule und ließ sich mit ihren drei Töchtern für acht Jahre in Europa nieder. In den USA lebte Bradford zunächst einige Jahre in Union Springs, bevor sie zu einer ihrer Töchter nach Rochester zog.

## Schriftstellerische Tätigkeit

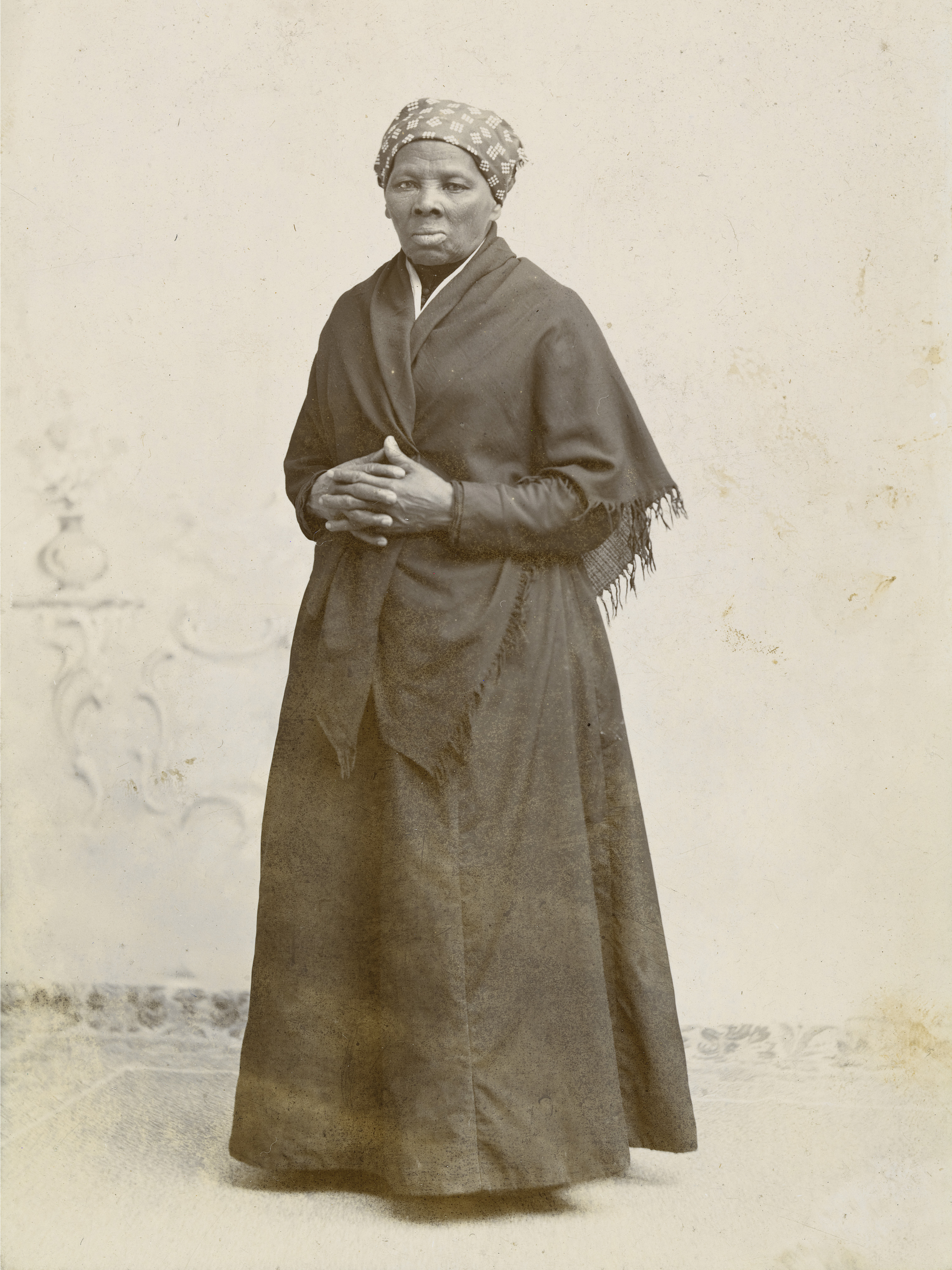
Harriet Tubman ca. 1885

Bereits 1855 publizierte sie eine Kurzgeschichte mit dem Titel Poor Nina, the Fugitive, die sich gegen Sklaverei wandte. Ihre anderen Veröffentlichungen waren primär für Kinder geschrieben und thematisierten beispielsweise das Leben von Peter dem Großen (1858) und Christopher Columbus (1863). Sarah Bradford begegnete Harriet Tubman vermutlich während ihrer Besuche in Auburn, der Heimat Tubmans seit ihrer Flucht aus der Sklaverei und der Wohnort von einem der Brüder von Sarah Bradford. Ihre Scenes in the Life of Harriet Tubman schrieb sie kurz bevor sie mit ihrer Familie nach Europa reiste. Sie wurde dazu von verschiedenen Personen angeregt, die Harriet Tubmans Leben für exemplarisch hielten. Reverend Henry Fowler erklärte gegenüber Sarah Bradford im Jahre 1868:

„[Tubmans] Leben ist Teil der Geschichte dieses Landes und die Erinnerung an sie sollte nicht nur von einer [mündlichen] Tradition abhängen“

Es ist eine lose Folge von Lebensstationen von Harriet Tubman und enthält auch Briefe oder andere Belege, die Harriet Tubmans Geschichte über ihr Leben als Sklavin, ihre Flucht in die Nordstaaten und ihre Beteiligung am Sezessionskrieg als Kundschafterin und Spionin der Nordstaaten beschreibt. Diese machen von dem 132 Seiten umfassenden Büchlein 61 Seiten aus. Ihre primäre Quelle war jedoch Harriet Tubman selber, die Analphabetin war, von der jedoch ihre Zeitgenossen berichten, sie hätte sehr bewegend und faszinierend ihre eigene Geschichte erzählen können. Historiker wie Milton C. Sernett bezeichnen diese Sammlung als die authentische der beiden Bücher Bradfords über das Leben von Harriet Tubman.
Bradfords erstes Buch sollte vor allem die finanziell sehr beengte Situation von Harriet Tubman beenden. Sarah Bradford war sich dabei bewusst, dass ihre Zeitgenossen nicht bereit waren, einer Afroamerikanerin eine bedeutende historische Rolle zuzubilligen. Harriet Tubman wünschte sich selber, dass das Buch auf Veranstaltungen gegen die Sklaverei verkauft werden.
Auch Sarah Bradfords zweites Buch über Harriet Tubman, das 1886 erschien, entstand überwiegend, um Harriet Tubman finanziell zu helfen. Tubman war um diese Zeit damit beschäftigt, ein Heim für mittellose ältere Afroamerikaner zu begründen. Bradfords Sorge war es vor allem, dass potentielle Leser die unglaubliche Lebensgeschichte Tubmans anzweifeln würden. In der Einleitung weist sie deshalb ihre Leser darauf hin, dass jede Einzelheit des Lebens ihrer Heroin von anderen bestätigt wurde.

## Veröffentlichungen
- Sarah Bradford (1961): Harriet Tubman: The Moses of Her People. New York: Corinth Books. LCCN 61-8152, Wiederauflage der Ausgabe von 1886
- Sarah Bradford (1971): Scenes in the Life of Harriet Tubman. Freeport: Books for Libraries Press. ISBN 0-8369-8782-9, Wiederauflage der Ausgabe von 1869

## Belege

### Einzelbelege
1. ↑   Sernett, S. 117
2. ↑   Sernett, S. 114
3. ↑   Sernett, S. 125

| Personendaten    | Personendaten                                                  |
| ---------------- | -------------------------------------------------------------- |
| NAME             | Bradford, Sarah                                                |
| ALTERNATIVNAMEN  | Bradford, Sarah Elizabeth Hopkins (vollständiger Name)         |
| KURZBESCHREIBUNG | US-amerikanische Schulleiterin, Schriftstellerin und Biografin |
| GEBURTSDATUM     | 1818                                                           |
| GEBURTSORT       | Livingston County, New York                                    |
| STERBEDATUM      | 1912                                                           |
| STERBEORT        | Rochester New York                                             |